# Ottorino Barassi
Ottorino Barassi, italijanski športni funkcionar,  med 1944 in 1946 predsednik Fife, * 5. oktober 1898, † 24. november 1971.
Barassi je prvi korak svoje kariere napravil, ko je pomagal pri organizaciji Svetovnega prvenstva v nogometu 1934, ki je potekalo v njegovi domovini, Italiji. Odtlej je njegov pomen za zgodovino Svetovnih prvenstev le še rasel, saj je Italija osvojila naslednje Svetovno prvenstvo v Franciji. Kmalu zatem je izbruhnila druga svetovna vojna in ker Svetovnega prvenstva niso organizirali več za nadaljnjih 12 let, si je Barassi slavno prilastil pokal Julesa Rimeta. Pokal, ki se ga sicer podeljuje svetovnim prvakom, je na skrivaj vzel iz banke v Rimu, ga odnesel domov in ga skril v škatlo za čevlje, pod posteljo. S tem je preprečil, da bi pokal odkrili nacisti v Italiji. Za Svetovno prvenstvo 1950 je nato pokal vrnil.
Med vojno je Barassi med letoma 1944 in 1946 deloval kot komisar Italijanske nogometne zveze, leta 1946 so ga povišali v predsednika, funkcijo, ki jo je opravljal do leta 1958.
Po dobrem delu pri organizaciji domačega Svetovnega prvenstva ga je krovna svetovna nogometna zveza FIFA naprosila, da sodeluje še z brazilskimi organizatorji Svetovnega prvenstva 1950. Tudi pri tem projektu se je izkazal in pripomogel k temu, da je bil stadion Estádio do Maracanã še pravi čas nared za prirejanje tekem. Prvenstvo je tudi po njegovi zaslugi teklo gladko.
Leta 1952 so ga imenovali za člana izvršnega odbora Fife, v katerem je bil aktiven vse do smrti leta 1971. Kot član izvršnega odbora je v 50. letih tudi pripomogel k ustanovitvi krovne evropske nogometne zveze UEFE. Po Barassiju so med letoma 1968 in 1976 imenovali pokal, pokal Ottorina Barassija. Slednjega so podeljevali zmagovalcu vsakoletne tekme med prvaki FA amaterskega pokala in zmagovalci Coppa Italia Dilettanti.